# Atractodes aterrimus
Atractodes aterrimus là một loài tò vò trong họ Ichneumonidae.